# Kenny Sansom
Kenneth Graham Sansom (London, 1958. szeptember 26. –) angol válogatott labdarúgó.

## Pályafutása

### Klubcsapatban
Pályafutását a Crystal Palace csapatában kezdte 1975-ben. 1980-ban az Arsenal szerződtette, melyet nyolc szezonon keresztül erősített, a nevéhez 314 mérkőzés és 6 gól fűződik. Ezt követően szerepelt még a Newcastle United, a Queens Park Rangers, a Coventry City, az Everton, a Brentford és a Watford csapataiban. 1977 és 1987 között minden bajnoki szezon után beválasztották az év csapatába.

### A válogatottban
1978 és 1980 között 8 alkalommal lépett pályára az angol U21-es válogatottban. 1979 és 1988 között 86 alkalommal szerepelt az angol válogatottban és 1 gólt szerzett. Részt vett az 1980-as és az 1988-as Európa-bajnokságon, illetve és az 1982-es és az 1986-os világbajnokságon.

## Sikerei, díjai

### Játékosként
Crystal Palace
- FA Youth Cup (1): 1976–77
- Angol másodosztályú bajnok (1): 1978–79

Arsenal
- Angol ligakupa (1): 1986–87

Anglia
- Brit házibajnokság (2): 1981–82, 1982–83